# Patela bipartida
A patela bipartida é uma condição na qual a patela é composta por dois ossos separados. Os ossos da patela permanecem separados em vez de se fundirem, o que normalmente ocorre na primeira infância. A condição ocorre em aproximadamente 1 – 2% da população e tem aproximadamente a mesma incidência em homens e em mulheres.   Freqüentemente, é assintomático e mais comumente diagnosticado como um achado incidental, com cerca de 2% dos casos se tornando sintomáticos.
Saupe introduziu um sistema de classificação para Patela Bipartida em 1921. Tipo 1: Fragmento está localizado na parte inferior da rótula (5% dos casos) Tipo 2: Fragmento está localizado na lateral da rótula (20% dos casos) Tipo 3: Fragmento está localizado na borda lateral superior do rótula (75% dos casos) 